# Morti il 21 marzo
| Questa pagina contiene informazioni ricavate automaticamente dalle voci biografiche con l'ausilio del template Bio e di un bot. L'aggiornamento è periodico e automatico e ricostruisce completamente la pagina. Se manca una persona in questa lista, sei pregato di non aggiungerla, ma accertati piuttosto che la sua voce biografica contenga il template Bio e che i dati anagrafici siano correttamente compilati. Se il template Bio manca, inseriscilo tu stesso o, in alternativa, metti l'avviso {{tmp\|Bio}} che ne segnala la mancanza. Se i dati riportati sono sbagliati, correggi direttamente la voce biografica; le modifiche saranno visibili in questa lista entro pochi giorni. Per chiarimenti vedi il progetto biografie. La lista contiene solo le 519 persone che sono citate nell'enciclopedia e per le quali è stato implementato correttamente il template Bio. Pagina aggiornata al 5 ago 2025. |

## VI secolo(1)
- 547 - Benedetto da Norcia, monaco cristiano italiano (n. 480)

## VII secolo(1)
- 610 - Tommaso I di Costantinopoli, arcivescovo e santo bizantino

## IX secolo(2)
- 867 - Osbeorht di Northumbria, sovrano
- 867 - Aelle II di Northumbria, re

## XI secolo(3)
- 1034 - Azzo di Lotaringia, nobile tedesco
- 1063 - Richeza di Lotaringia, nobildonna tedesca
- 1076 - Roberto I di Borgogna, conte

## XII secolo(3)
- 1103 - Sibilla di Conversano, duchessa
- 1135 - Gyōson, monaco buddista e poeta giapponese (n. 1055)
- 1146 - Giovanni di Valence, vescovo cattolico e santo francese

## XIII secolo(1)
- 1201 - Absalon, arcivescovo cattolico e politico danese (n. 1128)

## XIV secolo(8)
- 1301 - Guillaume di Champvent, vescovo cattolico svizzero
- 1305 - Santuccia Carabotti, religiosa italiana
- 1306 - Roberto II di Borgogna, duca (n. 1248)
- 1331 - Leonardo Fieschi, vescovo cattolico italiano
- 1333 - Federico Maggi, vescovo cattolico italiano (n. 1278)
- 1338 - Marsilio da Carrara, politico italiano (n. 1294)
- 1364 - Sigeri II di Enghien, nobile olandese (n. 1324)
- 1385 - Aymeric de Magnac, cardinale e vescovo cattolico francese

## XV secolo(2)
- 1460 - Álvar García de Santa María, scrittore spagnolo
- 1487 - Nicola di Flüe, magistrato, politico e santo svizzero (n. 1417)

## XVI secolo(5)
- 1540 - John de Vere, XV conte di Oxford, militare britannico (n. 1482)
- 1556 - Thomas Cranmer, arcivescovo anglicano inglese (n. 1489)
- 1571 - Hans Asper, pittore svizzero (n. 1499)
- 1571 - Odet de Coligny, cardinale e vescovo cattolico francese (n. 1517)
- 1595 - Heinrich von Bobenhausen, nobile tedesco

## XVII secolo(11)
- 1610 - Pompeo della Cesa, italiano
- 1616 - Giacomo Castelvetro, viaggiatore e umanista italiano (n. 1546)
- 1617 - Pocahontas, nativa americana
- 1627 - Andrea Colomba, artista e decoratore svizzero (n. 1567)
- 1648 - Leone Modena, rabbino italiano (n. 1571)
- 1651 - Caterina Carlotta del Palatinato-Zweibrücken, nobile (n. 1615)
- 1653 - Tarhuncu Ahmed Pascià, politico ottomano
- 1654 - Jean-François de Gondi, arcivescovo cattolico francese (n. 1584)
- 1656 - James Ussher, arcivescovo anglicano irlandese (n. 1581)
- 1666 - Raffaele Della Torre, giurista e storico italiano (n. 1579)
- 1683 - Stefano Agostini, cardinale italiano (n. 1614)

## XVIII secolo(30)
- 1709 - Burchard de Volder, fisico e matematico olandese (n. 1643)
- 1715 - Jean-Baptiste d'Arco, militare italiano
- 1720 - Alessandro Diacono, religioso russo (n. 1674)
- 1720 - Maria Anna di Borbone-Conti, nobile francese (n. 1689)
- 1724 - Daniel Quare, orologiaio inglese
- 1729 - John Law, economista scozzese (n. 1671)
- 1730 - Carlo Pignatelli, vescovo cattolico italiano (n. 1659)
- 1743 - Philipp Karl von Eltz, arcivescovo cattolico tedesco (n. 1665)
- 1747 - Giuseppe Accoramboni, cardinale italiano (n. 1672)
- 1747 - Gabriele Gabrieli, architetto svizzero (n. 1671)
- 1747 - Vincenzo Petra, cardinale e arcivescovo cattolico italiano (n. 1662)
- 1753 - Franz Ernst Brückmann, medico, naturalista e mineralogista tedesco (n. 1697)
- 1753 - Filippo Gentili, nobile italiano (n. 1690)
- 1755 - William Bull, politico statunitense (n. 1683)
- 1757 - Henry Howard, XI conte di Suffolk, nobile e politico inglese (n. 1686)
- 1757 - Niccolò Maria Lercari, cardinale e arcivescovo cattolico italiano (n. 1675)
- 1760 - Betty Parris, statunitense (n. 1682)
- 1761 - Pierre Fauchard, odontoiatra francese (n. 1678)
- 1761 - Ottone Hamerani, medaglista italiano (n. 1694)
- 1761 - Joseph Séguy, presbitero, abate e poeta francese (n. 1689)
- 1763 - Gian Domenico Bertoli, archeologo e saggista italiano (n. 1676)
- 1765 - Nicolas-Louis de Lacaille, astronomo francese (n. 1713)
- 1772 - Jacques-Nicolas Bellin, cartografo e geografo francese (n. 1703)
- 1772 - Aleksandr Filippovič Kokorinov, architetto russo (n. 1726)
- 1775 - Francisco de Solís Folch de Cardona, cardinale e arcivescovo cattolico spagnolo (n. 1713)
- 1785 - Marin Tourlonias, banchiere francese (n. 1725)
- 1795 - Giovanni Arduino, geologo italiano (n. 1714)
- 1795 - Christoph Kaufmann, filosofo e medico svizzero (n. 1753)
- 1795 - Onorato III di Monaco, principe monegasco (n. 1720)
- 1797 - Charles Fitzroy, I barone Southampton, nobile e ufficiale inglese (n. 1737)

## XIX secolo(75)
- 1801 - Noël Le Mire, disegnatore e incisore francese (n. 1724)
- 1801 - Andrea Lucchesi, compositore e organista italiano (n. 1741)
- 1801 - Philip Nolan, pirata e mercante statunitense (n. 1771)
- 1804 - Luigi Antonio di Borbone-Condé, nobile francese (n. 1772)
- 1806 - Cosimo Alessandro Collini, scienziato, filosofo e naturalista italiano (n. 1727)
- 1811 - Ippolito Antonio Vincenti Mareri, cardinale e arcivescovo cattolico italiano (n. 1738)
- 1814 - Luca Antonio Pagnini, religioso e grecista italiano (n. 1737)
- 1815 - Agostino Zhao Rong, presbitero cinese (n. 1746)
- 1820 - Carlo I di Isenburg-Büdingen-Birstein, nobile e militare tedesco (n. 1766)
- 1821 - Michael Bryan, storico dell'arte e mercante inglese (n. 1757)
- 1823 - Friedrich Weber, medico, botanico e entomologo tedesco (n. 1781)
- 1827 - Michel Gabriel Paccard, alpinista francese (n. 1757)
- 1827 - George Villiers, politico inglese (n. 1759)
- 1829 - George Engleheart, pittore e miniaturista britannico (n. 1752)
- 1830 - Johann Rudolf Wyss, scrittore e pastore protestante svizzero (n. 1781)
- 1831 - José Tomás Ovalle, politico cileno (n. 1787)
- 1834 - Giuseppe Zacco, pittore italiano (n. 1786)
- 1838 - George Ramsay, IX conte di Dalhousie, nobile, ufficiale e diplomatico scozzese (n. 1770)
- 1839 - Pietro Paganini, medico italiano (n. 1772)
- 1840 - Michele Amatore Lobetti, vescovo cattolico italiano (n. 1772)
- 1843 - Robert Southey, scrittore britannico (n. 1774)
- 1843 - Guadalupe Victoria, politico e generale messicano (n. 1786)
- 1848 - Augusto Anfossi, patriota e militare italiano (n. 1812)
- 1850 - Domenico Castorina, scrittore italiano (n. 1812)
- 1852 - Tommaso Bernetti, cardinale italiano (n. 1779)
- 1852 - Maria Sofia Federica d'Assia-Kassel, regina (n. 1767)
- 1853 - Balwant Singh di Bharatpur, indiana (n. 1820)
- 1853 - James Webber Smith, generale britannico (n. 1778)
- 1854 - Pedro María Anaya, politico e militare messicano (n. 1795)
- 1855 - Kitsos Tzavelas, patriota, politico e generale greco (n. 1801)
- 1857 - Abraham Jacob van der Aa, scrittore, biografo e geografo olandese (n. 1792)
- 1857 - Cesare Cristiani di Ravarano, magistrato e politico italiano (n. 1797)
- 1857 - William Scoresby, esploratore e scienziato britannico (n. 1789)
- 1858 - Benedetta Cambiagio Frassinello, religiosa italiana (n. 1791)
- 1861 - Clément Bonnand, missionario e vescovo cattolico francese (n. 1796)
- 1861 - Giuseppe di Salm-Reifferscheid-Dyck, principe, botanico e scrittore tedesco (n. 1773)
- 1861 - Vincenzo Salvagnoli, giurista e politico italiano (n. 1802)
- 1861 - Ana María de Huarte y Muñiz, sovrana messicana (n. 1786)
- 1862 - Alfred von Windisch-Graetz, nobile, militare e politico austriaco (n. 1787)
- 1863 - Edwin Vose Sumner, generale statunitense (n. 1797)
- 1864 - Hippolyte Flandrin, pittore francese (n. 1809)
- 1864 - Luke Howard, chimico, farmacista e meteorologo inglese (n. 1772)
- 1865 - Giuseppe Giacoletti, presbitero e poeta italiano (n. 1803)
- 1865 - Clemente Manzini, vescovo cattolico italiano (n. 1803)
- 1866 - Nadežda Andreevna Durova, ufficiale russa (n. 1783)
- 1866 - Marianna Kainz, soprano austriaca (n. 1800)
- 1869 - Juan Nepomuceno Almonte, militare, politico e diplomatico messicano (n. 1803)
- 1871 - Luigi Gherardeschi, compositore e organista italiano (n. 1791)
- 1873 - Carlo Arienti, pittore italiano (n. 1801)
- 1879 - Leopoldo Curci, medico e poeta italiano (n. 1794)
- 1879 - Léonie d'Aunet, scrittrice, drammaturga e esploratrice francese (n. 1820)
- 1882 - Constantin Bosianu, politico e giurista rumeno (n. 1815)
- 1882 - Emily Lowe, scrittrice britannica
- 1883 - Paolo Vimercati Sozzi, antiquario italiano (n. 1801)
- 1884 - Ezra Abbot, biblista statunitense (n. 1819)
- 1884 - Constantin A. Crețulescu, politico rumeno (n. 1809)
- 1884 - Allen Thomson, anatomista scozzese (n. 1809)
- 1885 - Paulin Talabot, imprenditore francese (n. 1799)
- 1885 - Elisabetta di Prussia, principessa tedesca (n. 1815)
- 1886 - Pietro Agliardi, pittore italiano (n. 1825)
- 1887 - Filippo Campus Chessa, vescovo cattolico italiano (n. 1817)
- 1889 - William Bernard Ullathorne, arcivescovo cattolico britannico (n. 1806)
- 1889 - August von Pettenkofen, pittore austriaco (n. 1822)
- 1890 - George Crook, generale statunitense (n. 1828)
- 1891 - Joseph Eggleston Johnston, generale statunitense (n. 1807)
- 1892 - Anthon van Rappard, pittore olandese (n. 1858)
- 1892 - Annibale de Gasparis, astronomo, matematico e politico italiano (n. 1819)
- 1896 - William Quan Judge, filosofo e scrittore irlandese (n. 1851)
- 1897 - Alessandro Antoldi, musicista italiano (n. 1815)
- 1897 - Girolamo Alessandro Biaggi, compositore e critico musicale italiano (n. 1819)
- 1898 - Bartolomeo Bezzi Castellini, militare e patriota italiano (n. 1820)
- 1898 - Agostino Ferrarini, scultore italiano (n. 1828)
- 1898 - Moisè Maldacea, patriota e militare italiano (n. 1822)
- 1898 - Louis de Talleyrand-Périgord, nobile e politico francese (n. 1811)
- 1900 - Paolo Mei, pittore italiano (n. 1831)

## XX secolo(228)
- 1903 - Ferdinando Capponi, arcivescovo cattolico italiano (n. 1835)
- 1904 - William Russell Grace, politico, imprenditore e filantropo irlandese (n. 1832)
- 1904 - Giulio Rovighi, patriota e imprenditore italiano (n. 1830)
- 1906 - Giuseppe Berio, politico italiano (n. 1841)
- 1906 - Maconnèn Uoldemicaèl, generale e politico etiope (n. 1852)
- 1906 - Carl von Siemens, imprenditore tedesco (n. 1829)
- 1907 - Guillermo Tell Villegas, politico venezuelano (n. 1823)
- 1908 - Volodymyr Antonovyč, storico ucraino (n. 1834)
- 1908 - Giacomo Racioppi, storico, politico e economista italiano (n. 1827)
- 1909 - Friedrich Amelung, scacchista e compositore di scacchi estone (n. 1842)
- 1910 - Giovanni Ferro Luzzi, magistrato e politico italiano (n. 1834)
- 1910 - Antonino Gandolfo, pittore italiano (n. 1841)
- 1910 - Johannes Schilling, scultore tedesco (n. 1828)
- 1910 - Agostino Pepoli, letterato e mecenate italiano (n. 1848)
- 1911 - Luchino Dal Verme, generale, politico e scrittore italiano (n. 1838)
- 1911 - Sardar Singh, indiano (n. 1880)
- 1912 - Giacomo Sani, militare e politico italiano (n. 1833)
- 1914 - August Wöhler, ingegnere tedesco (n. 1819)
- 1915 - Ambrosius Hubrecht, zoologo olandese (n. 1853)
- 1915 - Frederick Taylor, ingegnere e imprenditore statunitense (n. 1856)
- 1916 - Cole Younger, pistolero statunitense (n. 1844)
- 1916 - Bonaventura Zumbini, critico letterario e politico italiano (n. 1836)
- 1917 - Paolo Di Campello, avvocato e politico italiano (n. 1829)
- 1917 - Alfred Einhorn, chimico tedesco (n. 1856)
- 1918 - Edmund De Wind, militare britannico (n. 1883)
- 1918 - Ernst Strohschneider, aviatore austro-ungarico (n. 1886)
- 1919 - Otto Schrader, filologo tedesco (n. 1855)
- 1920 - Evelina Haverfield, attivista britannica (n. 1867)
- 1920 - Sholom Dovber Schneersohn, filosofo, mistico e rabbino russo (n. 1860)
- 1920 - Federigo Tozzi, scrittore, poeta e drammaturgo italiano (n. 1883)
- 1921 - Henry Bolo, presbitero e scrittore francese (n. 1858)
- 1921 - Wenzel von Wurm, generale austro-ungarico (n. 1859)
- 1922 - Walter Langley, pittore inglese (n. 1852)
- 1923 - Natale Tommasi, architetto italiano (n. 1853)
- 1923 - Harry Wulze, sceneggiatore, regista e attore statunitense (n. 1887)
- 1924 - Frederick Heckwolf, velocista statunitense (n. 1879)
- 1924 - Stepan Michajlovič Levitskij, scacchista russo (n. 1876)
- 1924 - Ronald Orr, calciatore scozzese (n. 1876)
- 1924 - Auguste Serrurier, arciere francese (n. 1857)
- 1925 - Davide Consiglio, politico e banchiere italiano (n. 1836)
- 1926 - Michele Marcucci, pittore italiano (n. 1845)
- 1926 - Vittorio Puntoni, grecista e politico italiano (n. 1859)
- 1927 - Pasquale Placido, avvocato e politico italiano (n. 1838)
- 1927 - Wilhelm Uhthoff, oculista tedesco (n. 1853)
- 1927 - Charles Waldstein, archeologo e tiratore a segno statunitense (n. 1856)
- 1928 - Joseph Esposito, politico e mafioso italiano (n. 1871)
- 1928 - Edward Walter Maunder, astronomo britannico (n. 1851)
- 1928 - Thomas A. Wise, regista, attore e commediografo inglese (n. 1865)
- 1929 - Domenico Ciampoli, scrittore, bibliotecario e traduttore italiano (n. 1852)
- 1929 - Otto Liebe, politico danese (n. 1860)
- 1929 - Charles Swickard, regista, attore e sceneggiatore tedesco (n. 1861)
- 1930 - Claude Halstead Van Tyne, storico statunitense (n. 1869)
- 1931 - Ernesto Consolo, pianista e compositore italiano (n. 1864)
- 1931 - Zygmunt Puławski, ingegnere polacco (n. 1901)
- 1932 - Maurice Beaudier, calciatore francese (n. 1897)
- 1932 - Rama Varma XVI, principe indiano (n. 1858)
- 1932 - Henri Sauvage, architetto e designer francese (n. 1873)
- 1933 - Enrico D'Ovidio, matematico e politico italiano (n. 1843)
- 1933 - Jiří Polívka, slavista ceco (n. 1858)
- 1934 - Reinhard Frank, giurista tedesco (n. 1860)
- 1934 - Thomas Muir, matematico scozzese (n. 1844)
- 1934 - Franz Schreker, compositore e direttore d'orchestra austriaco (n. 1878)
- 1934 - Lilyan Tashman, attrice statunitense (n. 1896)
- 1935 - Raymond Carré de Malberg, giurista e costituzionalista francese (n. 1861)
- 1935 - William Conklin, attore statunitense (n. 1872)
- 1936 - Arthur Chadwick, calciatore e allenatore di calcio inglese (n. 1875)
- 1936 - Felice Garelli, chimico italiano (n. 1869)
- 1936 - Aleksandr Konstantinovič Glazunov, compositore e direttore d'orchestra russo (n. 1865)
- 1937 - Sayed Jaffar, hockeista su prato indiano (n. 1911)
- 1938 - Oscar Apfel, attore, regista e sceneggiatore statunitense (n. 1878)
- 1938 - John Bates Clark, economista statunitense (n. 1847)
- 1939 - Evald Aav, compositore estone (n. 1900)
- 1939 - Konrad Rieger, psichiatra tedesco (n. 1855)
- 1940 - Ulisse Gobbi, economista e matematico italiano (n. 1859)
- 1940 - Felice Nazzaro, pilota automobilistico italiano (n. 1881)
- 1941 - Gioacchino Di Marzio, militare italiano (n. 1913)
- 1942 - Ol'ha Julianivna Kobyljans'ka, scrittrice ucraina (n. 1863)
- 1942 - Václav Morávek, generale e partigiano cecoslovacco (n. 1904)
- 1942 - Giuseppe Sgariglia, militare italiano (n. 1915)
- 1943 - Angelo Chiarini, funzionario e politico italiano (n. 1872)
- 1943 - Cornelia Fort, aviatrice statunitense (n. 1919)
- 1944 - Karl Koller, oculista austriaco (n. 1857)
- 1944 - Walter Werginz, calciatore austriaco (n. 1913)
- 1945 - Romano Apollonio, alpinista e pattinatore di velocità su ghiaccio italiano (n. 1922)
- 1945 - Hans Dorr, militare tedesco (n. 1912)
- 1945 - Arthur Nebe, generale e poliziotto tedesco (n. 1894)
- 1945 - Walter Petron, calciatore italiano (n. 1918)
- 1945 - Annibale Tonelli, poliziotto italiano (n. 1913)
- 1947 - Fratelli Collyer, statunitense (n. 1881)
- 1947 - Albert Cuny, linguista francese (n. 1869)
- 1947 - Wilhelm von Lans, ammiraglio tedesco (n. 1861)
- 1948 - Achille Pellizzari, politico, partigiano e italianista italiano (n. 1882)
- 1949 - Frank Fetter, economista statunitense (n. 1863)
- 1949 - S. S. McClure, editore, curatore editoriale e giornalista irlandese (n. 1857)
- 1950 - Antonio Bareggi, politico italiano (n. 1901)
- 1950 - Lottie Briscoe, attrice e attrice teatrale statunitense (n. 1883)
- 1950 - Ralph Church, politico statunitense (n. 1883)
- 1951 - Dino Gambogi, calciatore italiano (n. 1906)
- 1952 - William Morton, pistard britannico (n. 1880)
- 1952 - Peter Petersen, pedagogista tedesco (n. 1884)
- 1952 - Andries Jan Pieters, militare olandese (n. 1916)
- 1952 - Camillo Serafini, numismatico e politico italiano (n. 1864)
- 1952 - Arthur Wackenreuther, calciatore austriaco (n. 1887)
- 1953 - David Sholtz, politico statunitense (n. 1891)
- 1953 - Toni Wolff, psicologa svizzera (n. 1888)
- 1955 - Aristide Baghetti, attore italiano (n. 1874)
- 1956 - Per Kaufeldt, calciatore e allenatore di calcio svedese (n. 1902)
- 1956 - Edwin Thanhouser, produttore cinematografico statunitense (n. 1865)
- 1956 - Onofrio Tomaselli, pittore italiano (n. 1866)
- 1957 - Orlando Bridgeman, V conte di Bradford, politico britannico (n. 1873)
- 1957 - Adolfo Leoncini, generale italiano (n. 1867)
- 1957 - Charles Kay Ogden, scrittore e linguista inglese (n. 1889)
- 1957 - Otto Reiser, calciatore tedesco (n. 1884)
- 1958 - Cyril M. Kornbluth, autore di fantascienza statunitense (n. 1923)
- 1958 - Paul Rivet, etnologo francese (n. 1876)
- 1959 - Luigi Michiorri, politico italiano (n. 1900)
- 1960 - Charles Moulin, pittore francese (n. 1869)
- 1960 - Léon Sée, schermidore e procuratore sportivo francese (n. 1877)
- 1961 - Carlo Aldini, attore e produttore cinematografico italiano (n. 1894)
- 1961 - José Casares Gil, chimico spagnolo (n. 1866)
- 1961 - Walter Maturi, storico e bibliotecario italiano (n. 1902)
- 1962 - Ādolfs Bļodnieks, politico lettone (n. 1889)
- 1962 - Giambattista Scarpari, architetto e ingegnere italiano (n. 1884)
- 1962 - Edith Wakeling, montatrice canadese (n. 1879)
- 1963 - Josef Gauchel, calciatore tedesco (n. 1916)
- 1963 - Felice Minotti, attore italiano (n. 1887)
- 1964 - Giovanni Paolucci, regista e sceneggiatore italiano (n. 1912)
- 1965 - Lajos Buza, calciatore ungherese (n. 1901)
- 1965 - Gino Colorio, ingegnere italiano (n. 1890)
- 1966 - Gertrude Hoffmann, ballerina e coreografa statunitense (n. 1886)
- 1966 - Franco Lolli, scenografo italiano (n. 1910)
- 1967 - Ramón Encinas, calciatore e allenatore di calcio spagnolo (n. 1893)
- 1967 - Alexander Macklin, medico e esploratore britannico (n. 1889)
- 1968 - Reginald Potts, ginnasta britannico (n. 1892)
- 1970 - Marlen Haushofer, scrittrice austriaca (n. 1920)
- 1970 - Claudio Salmoni, ingegnere e politico italiano (n. 1919)
- 1970 - Henri de Ziégler, filologo, romanziere e letterato svizzero (n. 1885)
- 1971 - Peretz Bernstein, politico e pubblicista israeliano (n. 1890)
- 1971 - Peter Carpenter, aviatore britannico (n. 1891)
- 1971 - Kyūya Fukada, alpinista e scrittore giapponese (n. 1903)
- 1972 - Raymond de Roover, storico belga (n. 1904)
- 1973 - David Alexander, scrittore e giornalista statunitense (n. 1907)
- 1974 - Candy Darling, attrice statunitense (n. 1944)
- 1974 - Anton Grot, scenografo polacco (n. 1884)
- 1974 - Bill Mokray, storico e statistico statunitense (n. 1907)
- 1975 - Ascanio Arcangeli, ciclista su strada italiano (n. 1911)
- 1975 - Bill Cockburn, hockeista su ghiaccio canadese (n. 1902)
- 1975 - Ralph George Hawtrey, economista inglese (n. 1879)
- 1975 - Joe Medwick, giocatore di baseball statunitense (n. 1911)
- 1976 - Joe Fulks, cestista statunitense (n. 1921)
- 1976 - Walter J. Kohler, politico, imprenditore e militare statunitense (n. 1904)
- 1976 - Adolph Rickenbacker, liutaio e inventore svizzero (n. 1886)
- 1976 - Spider Sabich, sciatore alpino statunitense (n. 1945)
- 1977 - Franco Russoli, museologo, critico d'arte e storico dell'arte italiano (n. 1923)
- 1977 - Kinuyo Tanaka, attrice e regista giapponese (n. 1909)
- 1977 - William Cavendish-Bentinck, VII duca di Portland, politico inglese (n. 1893)
- 1977 - Herbert van Blarcom Acker, pittore statunitense (n. 1895)
- 1978 - Salvatore Briguglio, mafioso statunitense (n. 1930)
- 1978 - Émile Bulteel, pallanuotista francese (n. 1906)
- 1978 - Cearbhall Ó Dálaigh, politico e giurista irlandese (n. 1911)
- 1978 - Pietro Pitrone, politico italiano (n. 1918)
- 1979 - Ėval'd Vasil'evič Il'enkov, filosofo sovietico (n. 1924)
- 1980 - Marcel Boussac, imprenditore francese (n. 1889)
- 1980 - Angelo Bruno, mafioso italiano (n. 1910)
- 1980 - Sam Ferris, maratoneta britannico (n. 1900)
- 1980 - Roberto Lerici, generale italiano (n. 1887)
- 1980 - Herm Schaefer, cestista e allenatore di pallacanestro statunitense (n. 1918)
- 1981 - Per-Axel Arosenius, attore svedese (n. 1920)
- 1981 - Federico Busini, calciatore italiano (n. 1901)
- 1981 - Linciaggio di Michael Donald, statunitense (n. 1962)
- 1981 - Mark Semënovič Donskoj, regista sovietico (n. 1901)
- 1981 - Mino Pasquini, cestista e allenatore di pallacanestro italiano (n. 1910)
- 1982 - Mazlum Doğan, politico curdo (n. 1955)
- 1983 - Roy Chapman, allenatore di calcio e calciatore inglese (n. 1934)
- 1983 - Ezio Franceschini, latinista italiano (n. 1906)
- 1984 - Alberto Albani Barbieri, sceneggiatore, giornalista e critico cinematografico italiano (n. 1907)
- 1984 - August Frank, funzionario tedesco (n. 1898)
- 1984 - Sam Leavitt, direttore della fotografia statunitense (n. 1904)
- 1984 - Carlo Lombardi, attore italiano (n. 1900)
- 1984 - André Losay, scrittore e compositore francese (n. 1913)
- 1985 - Flaminio De Mojà, architetto e ingegnere italiano (n. 1901)
- 1985 - Nino Maioli, compositore, pianista e direttore d'orchestra italiano (n. 1907)
- 1985 - Michael Redgrave, attore britannico (n. 1908)
- 1986 - August De Boodt, politico belga (n. 1895)
- 1987 - Dean Paul Martin, cantante, attore e aviatore statunitense (n. 1951)
- 1987 - Robert Preston, attore e cantante statunitense (n. 1918)
- 1987 - Jacob Taubes, insegnante, filosofo e rabbino austriaco (n. 1923)
- 1988 - Marie Burke, attrice britannica (n. 1894)
- 1988 - Giovanni Korompay, pittore italiano (n. 1904)
- 1988 - Alberto Malagugini, politico e avvocato italiano (n. 1915)
- 1988 - Edd Roush, giocatore di baseball statunitense (n. 1893)
- 1988 - Charley Shipp, cestista e allenatore di pallacanestro statunitense (n. 1913)
- 1988 - Patrick Steptoe, ginecologo inglese (n. 1913)
- 1989 - David Cairns, V conte Cairns, ammiraglio inglese (n. 1909)
- 1989 - Agide Fava, cestista, allenatore di pallacanestro e dirigente sportivo italiano (n. 1923)
- 1989 - Milton Frome, attore statunitense (n. 1909)
- 1989 - Raymond Herbaux, sollevatore francese (n. 1919)
- 1989 - Cesare Musatti, psicologo, psicoanalista e filosofo italiano (n. 1897)
- 1990 - Angelo Cucchi, operaio, sindacalista e politico italiano (n. 1920)
- 1990 - Nicola Gioitta, gioielliere italiano (n. 1961)
- 1990 - Ottorino Mancioli, pittore, disegnatore e scultore italiano (n. 1908)
- 1991 - Leo Fender, liutaio e imprenditore statunitense (n. 1909)
- 1992 - John Ireland, attore canadese (n. 1914)
- 1992 - John Sheehan, chimico statunitense (n. 1915)
- 1993 - Sebastiano Baggio, cardinale e arcivescovo cattolico italiano (n. 1913)
- 1993 - Rune Emanuelsson, allenatore di calcio e calciatore svedese (n. 1923)
- 1993 - Akio Kaminaga, judoka giapponese (n. 1936)
- 1993 - Walther Wüst, orientalista tedesco (n. 1901)
- 1993 - António Quadros, filosofo e scrittore portoghese (n. 1923)
- 1994 - Macdonald Carey, attore statunitense (n. 1913)
- 1994 - Lili Damita, attrice francese (n. 1904)
- 1994 - Alfred James Jolson, vescovo cattolico statunitense (n. 1928)
- 1994 - Aleksandrs Laime, esploratore lettone (n. 1911)
- 1994 - Franz Pelikan, calciatore austriaco (n. 1925)
- 1994 - Dack Rambo, attore statunitense (n. 1941)
- 1995 - Anton Galler, militare austriaco (n. 1915)
- 1995 - Étienne Martin, scultore francese (n. 1913)
- 1995 - Fred Timakata, politico vanuatuano (n. 1937)
- 1996 - Giovanni Bergese, arcivescovo cattolico italiano (n. 1935)
- 1996 - Sverre Sørsdal, pugile norvegese (n. 1900)
- 1997 - Wilbert Awdry, scrittore e presbitero britannico (n. 1911)
- 1998 - Ben Bagley, produttore teatrale e produttore discografico statunitense (n. 1933)
- 1998 - Galina Sergeevna Ulanova, danzatrice sovietica (n. 1910)
- 1999 - Mary Ainsworth, psicologa canadese (n. 1913)
- 1999 - Jean Guitton, filosofo francese (n. 1901)
- 1999 - Don Robertson, scrittore statunitense (n. 1929)
- 2000 - Hocine Gacemi, calciatore algerino (n. 1974)
- 2000 - Jimmy James Ross, cantante statunitense (n. 1935)

## XXI secolo(149)
- 2001 - Wim van der Kroft, canoista olandese (n. 1916)
- 2001 - Luigi Pennacchio, saltatore con gli sci italiano (n. 1933)
- 2001 - Basilea Schlink, religiosa e scrittrice tedesca (n. 1904)
- 2001 - Billy Ray Smith, giocatore di football americano statunitense (n. 1935)
- 2001 - Anthony Steel, attore britannico (n. 1920)
- 2001 - Marcello Tusco, attore e doppiatore italiano (n. 1930)
- 2002 - James F. Blake, militare statunitense (n. 1912)
- 2002 - Thomas Flanagan, scrittore statunitense (n. 1923)
- 2002 - Herman Talmadge, politico statunitense (n. 1913)
- 2003 - Fernando Carcupino, pittore e illustratore italiano (n. 1922)
- 2004 - Matthew Gribble, nuotatore statunitense (n. 1962)
- 2004 - Ludmilla Tchérina, ballerina, attrice e scrittrice francese (n. 1924)
- 2005 - Franco Bertoldi, pedagogista italiano (n. 1920)
- 2005 - Barney Martin, attore statunitense (n. 1923)
- 2005 - Stanley Sadie, critico musicale e musicologo inglese (n. 1930)
- 2006 - Giampaolo Cominato, dirigente sportivo, allenatore di calcio e calciatore italiano (n. 1942)
- 2006 - Decio Lucio Grandoni, vescovo cattolico italiano (n. 1928)
- 2006 - Bob Sims, cestista statunitense (n. 1938)
- 2007 - Sam Angel, giocatore di poker statunitense (n. 1920)
- 2007 - William Utermohlen, pittore statunitense (n. 1933)
- 2008 - Gadži Abašilov, giornalista russo (n. 1950)
- 2008 - Aurelio Ciacci, partigiano e politico italiano (n. 1927)
- 2008 - Klaus Dinger, batterista tedesco (n. 1946)
- 2008 - John List, assassino statunitense (n. 1925)
- 2008 - Alfredo Romagnoli, pittore italiano (n. 1915)
- 2009 - Giuseppe Bonaviri, scrittore e poeta italiano (n. 1924)
- 2009 - Emilio Bonci, calciatore italiano (n. 1928)
- 2009 - John Cater, attore britannico (n. 1932)
- 2009 - Mario De Donà, designer italiano (n. 1924)
- 2009 - John Franklyn-Robbins, attore e doppiatore britannico (n. 1924)
- 2009 - Joseph Jasgur, fotografo statunitense (n. 1919)
- 2009 - Genoveva Matute, scrittrice filippina (n. 1915)
- 2009 - Pietro Padula, politico e avvocato italiano (n. 1934)
- 2009 - Mohit Sharma, militare indiano (n. 1978)
- 2010 - Alberto Mario Moriconi, poeta italiano (n. 1920)
- 2010 - Margaret Moth, fotografa e fotoreporter neozelandese (n. 1951)
- 2010 - Wolfgang Wagner, imprenditore e regista teatrale tedesco (n. 1919)
- 2011 - Nikolaj Andrianov, ginnasta sovietico (n. 1952)
- 2011 - Jesús Aranguren, calciatore e allenatore di calcio spagnolo (n. 1944)
- 2011 - Alexander von Branca, architetto tedesco (n. 1919)
- 2011 - Dragoslava Gerić, cestista jugoslava (n. 1947)
- 2011 - Loleatta Holloway, cantante statunitense (n. 1946)
- 2011 - Ladislav Novák, allenatore di calcio e calciatore cecoslovacco (n. 1931)
- 2011 - Pinetop Perkins, pianista statunitense (n. 1913)
- 2011 - Tengku Ampuan Bariah, sovrana malese (n. 1930)
- 2011 - Carlo Zoppellari, calciatore italiano (n. 1921)
- 2011 - Tat'jana Žuk, pattinatrice artistica su ghiaccio sovietica (n. 1946)
- 2012 - Gregorio Di Lauro, attore italiano (n. 1929)
- 2012 - Robert Fuest, regista, sceneggiatore e scenografo inglese (n. 1927)
- 2012 - Bruno Giacometti, architetto svizzero (n. 1907)
- 2012 - Tonino Guerra, poeta, scrittore e sceneggiatore italiano (n. 1920)
- 2012 - Massimo Melodia, cantautore, compositore e musicista italiano (n. 1950)
- 2012 - Jurij Razuvaev, scacchista sovietico (n. 1945)
- 2013 - Angus Carmichael, calciatore scozzese (n. 1925)
- 2013 - Ludwig Leitner, sciatore alpino austriaco (n. 1940)
- 2013 - Siro Marcellini, regista e sceneggiatore italiano (n. 1921)
- 2013 - Pietro Mennea, velocista e politico italiano (n. 1952)
- 2013 - Giovanni Nervo, presbitero e partigiano italiano (n. 1918)
- 2013 - Aníbal Paz, calciatore uruguaiano (n. 1917)
- 2013 - Muhammad Sa'id Ramadan al-Buti, scrittore siriano (n. 1929)
- 2013 - Moondog Spike, wrestler statunitense (n. 1950)
- 2013 - Celestino Testa, calciatore italiano (n. 1937)
- 2013 - Alfredo Trifogli, politico italiano (n. 1920)
- 2013 - Giancarlo Zagni, regista e sceneggiatore italiano (n. 1926)
- 2014 - Jim Brasco, cestista statunitense (n. 1931)
- 2014 - James Rebhorn, attore statunitense (n. 1948)
- 2014 - Oddvar Rønnestad, sciatore alpino norvegese (n. 1935)
- 2014 - Ignazio Zakka I Iwas, iracheno (n. 1931)
- 2015 - Perro Aguayo Jr., wrestler messicano (n. 1979)
- 2015 - Silvano Bacicchi, politico e partigiano italiano (n. 1923)
- 2015 - Chuck Bednarik, giocatore di football americano statunitense (n. 1925)
- 2015 - Betty Brey, nuotatrice statunitense (n. 1931)
- 2015 - Milen Dobrev, sollevatore bulgaro (n. 1980)
- 2015 - Hans Erni, pittore, disegnatore e scultore svizzero (n. 1909)
- 2015 - Jørgen Ingmann, cantante e musicista danese (n. 1925)
- 2015 - Arnošt Klimčík, pallamanista cecoslovacco (n. 1945)
- 2015 - Donald Olsen, architetto statunitense (n. 1919)
- 2015 - Alberta Watson, attrice canadese (n. 1955)
- 2015 - Warren Womble, allenatore di pallacanestro e dirigente sportivo statunitense (n. 1920)
- 2016 - Peter Brown, attore statunitense (n. 1935)
- 2016 - Andrew Grove, ingegnere e imprenditore ungherese (n. 1936)
- 2016 - Georg Grünenfelder, sciatore alpino e allenatore di sci alpino svizzero (n. 1937)
- 2016 - Ricardo Larraín, regista, sceneggiatore e produttore cinematografico cileno (n. 1957)
- 2016 - Joseph Mercieca, arcivescovo cattolico maltese (n. 1928)
- 2016 - Paolo Maria Napolitano, giurista e magistrato italiano (n. 1944)
- 2017 - Chuck Barris, conduttore televisivo, produttore televisivo e regista statunitense (n. 1929)
- 2017 - Cristiano Cervato, calciatore italiano (n. 1935)
- 2017 - Colin Dexter, scrittore britannico (n. 1930)
- 2017 - Henri Emmanuelli, politico francese (n. 1945)
- 2017 - Jerry Krause, dirigente sportivo statunitense (n. 1939)
- 2017 - Marita Lindahl, modella finlandese (n. 1938)
- 2017 - Martin McGuinness, politico nordirlandese (n. 1950)
- 2017 - Glauco Moro, politico italiano (n. 1937)
- 2017 - Negru, batterista e percussionista rumeno (n. 1975)
- 2017 - Alfredo Reichlin, politico e partigiano italiano (n. 1925)
- 2018 - Anna-Lisa, attrice norvegese (n. 1933)
- 2018 - Gerrit Blaauw, informatico olandese (n. 1924)
- 2018 - Antonino Macaluso, politico italiano (n. 1922)
- 2018 - William Smith, lottatore statunitense (n. 1928)
- 2018 - Leo Zeferetti, politico statunitense (n. 1927)
- 2019 - Anna Maria Canopi, religiosa, scrittrice e storica italiana (n. 1931)
- 2019 - Marcel Detienne, storico, antropologo e storico delle religioni belga (n. 1935)
- 2019 - Esther Fischer-Homberger, psichiatra e storica svizzera (n. 1940)
- 2019 - Nobuhisa Kojima, astronomo giapponese (n. 1933)
- 2019 - José Luis Saldaño, calciatore argentino (n. 1948)
- 2019 - Nicola Sgrò, direttore d'orchestra e compositore italiano (n. 1937)
- 2020 - Rosario Alessandrello, ingegnere e dirigente d'azienda italiano (n. 1931)
- 2020 - Aileen Baviera, politologa e sinologa filippina (n. 1959)
- 2020 - Tonino Conte, regista italiano (n. 1935)
- 2020 - Gianni Mura, giornalista e scrittore italiano (n. 1945)
- 2020 - Jacques Oudin, politico francese (n. 1939)
- 2020 - Jean-Jacques Razafindranazy, medico malgascio (n. 1952)
- 2020 - Lorenzo Sanz, imprenditore e dirigente sportivo spagnolo (n. 1943)
- 2020 - Leroy Wright, cestista e allenatore di pallacanestro statunitense (n. 1938)
- 2021 - Antonio De Salvo, magistrato, funzionario e esperantista italiano (n. 1942)
- 2021 - Moraldo Rossi, sceneggiatore e regista italiano (n. 1926)
- 2021 - Nawal al-Sa'dawi, scrittrice, psichiatra e saggista egiziana (n. 1931)
- 2021 - Adam Zagajewski, poeta, scrittore e saggista polacco (n. 1945)
- 2022 - Shinji Aoyama, regista, sceneggiatore e montatore giapponese (n. 1964)
- 2022 - Giorgio Buratti, contrabbassista italiano (n. 1935)
- 2022 - Yvan Colonna, attivista francese (n. 1960)
- 2022 - Lawrence Dane, attore, sceneggiatore e regista canadese (n. 1937)
- 2022 - Liane Daydé, ballerina e attrice francese (n. 1932)
- 2022 - Vitalij Vjačeslavovič Mel'nikov, regista sovietico (n. 1928)
- 2022 - Nikolaj Osjanin, calciatore sovietico (n. 1941)
- 2022 - József Raduly, calciatore ungherese (n. 1927)
- 2022 - Rodolfo Sacco, giurista italiano (n. 1923)
- 2022 - Carlos Salinas, calciatore peruviano (n. 1938)
- 2022 - Eva-Ingeborg Scholz, attrice e doppiatrice tedesca (n. 1928)
- 2022 - Fevzi Zemzem, calciatore e allenatore di calcio turco (n. 1941)
- 2023 - Willie Bell, allenatore di calcio e calciatore scozzese (n. 1937)
- 2023 - Yechezkel Chazom, calciatore israeliano (n. 1946)
- 2023 - Fernand Joseph Cheri, vescovo cattolico statunitense (n. 1952)
- 2023 - Peter Werner, regista statunitense (n. 1947)
- 2023 - Claude Lorius, climatologo francese (n. 1932)
- 2023 - Enrico Maccioni, pittore italiano (n. 1940)
- 2023 - Francesco Maselli, regista italiano (n. 1930)
- 2023 - Julie Anne Peters, scrittrice statunitense (n. 1952)
- 2023 - Gaetano Recchi, politico italiano (n. 1934)
- 2023 - Willis Reed, cestista, allenatore di pallacanestro e dirigente sportivo statunitense (n. 1942)
- 2024 - Orlando Aravena, allenatore di calcio cileno (n. 1942)
- 2024 - Raffaello Cortesini, medico italiano (n. 1931)
- 2024 - Mary Meyers, pattinatrice di velocità su ghiaccio statunitense (n. 1946)
- 2024 - Frédéric Mitterrand, regista e sceneggiatore francese (n. 1947)
- 2025 - Giuliano Boffardi, politico e scrittore italiano (n. 1946)
- 2025 - George Foreman, pugile statunitense (n. 1949)
- 2025 - Giancarlo Guerrini, pallanuotista italiano (n. 1939)
- 2025 - Vern Hatton, cestista statunitense (n. 1936)
- 2025 - Kenneth Sims, giocatore di football americano statunitense (n. 1959)